# 永丰镇 (蒲城县)
永丰镇，是中华人民共和国陕西省渭南市蒲城县下辖的一个乡镇级行政单位。

## 行政区划
永丰镇下辖以下地区：
永丰村、坞坭村、唐堡村、庙底村、石马村、刘家沟村、杨家沟村、风式村、周村、南永丰村、温汤村、蔡村、曲里村、佛里村、坊坡村和东堡村。